# Denver Health Medical Center

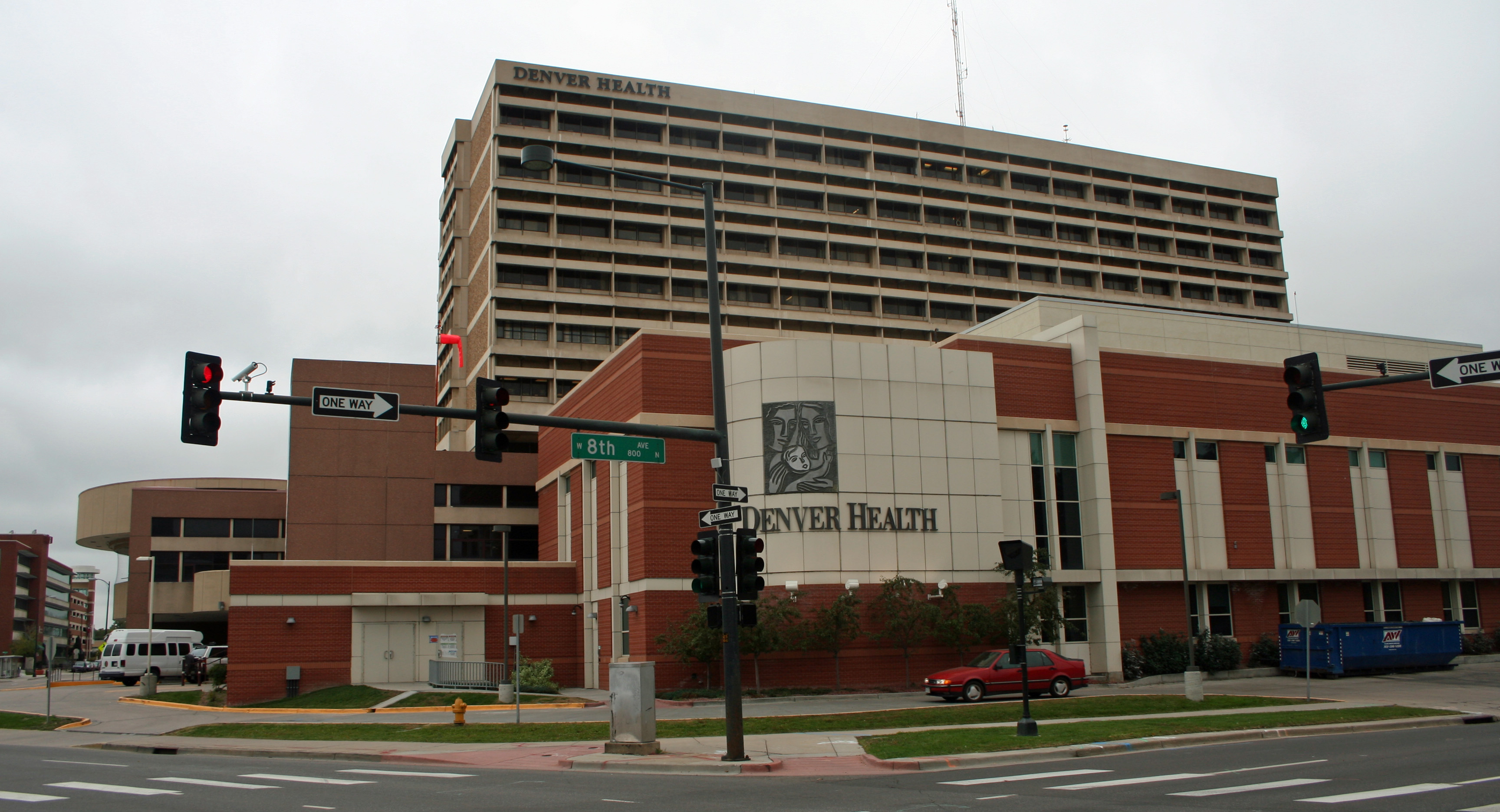

Le Denver Health Medical Center est un grand centre médical localisé à Denver dans l'État du Colorado. Anciennement nommé Denver General Hospital, l'hôpital est reconnu pour soigner des personnes défavorisées ou non assurées. Il fut fondé en 1860 et possède 477 lits. Environ 25 % de la population de la ville se fait soigner dans cet hôpital. L'hôpital est également un centre de formation hospitalier. Il a des liens étroits avec le centre des sciences de la santé de l'université du Colorado à Denver. Les médecins sont également membres de la faculté de médecine de cette même université.